# Granada propulsada por cohete
Una granada propulsada por cohete (del ruso Ruchnoy Protivotankovy Granatomyot, RPG) es un lanzacohetes o arma antitanque portátil de origen ruso, lanzable desde el hombro, capaz de disparar un cohete no guiado equipado con una ojiva explosiva. 
Los RPG armados con la munición adecuada son muy efectivos contra vehículos sin blindaje o con blindaje ligero como los transportes blindados de personal (APC), edificios y  búnkeres. Pueden cargar asimismo municiones de otras clases, como ojivas de fragmentación o de explosivo termobárico, más adecuadas para el ataque antiinfantería u otros roles.

## Etimología
El RPG es una abreviación del ruso Ruchnoy Protivotankovy Granatomyot (ручной противотанковый гранатомёт), traducido al castellano como "lanzagranadas de mano antitanque", y traído a través del retroacrónimo proveniente del inglés rocket-propelled grenade ("granada propulsada por cohete"), creado a partir de las siglas originales en ruso.

## Características

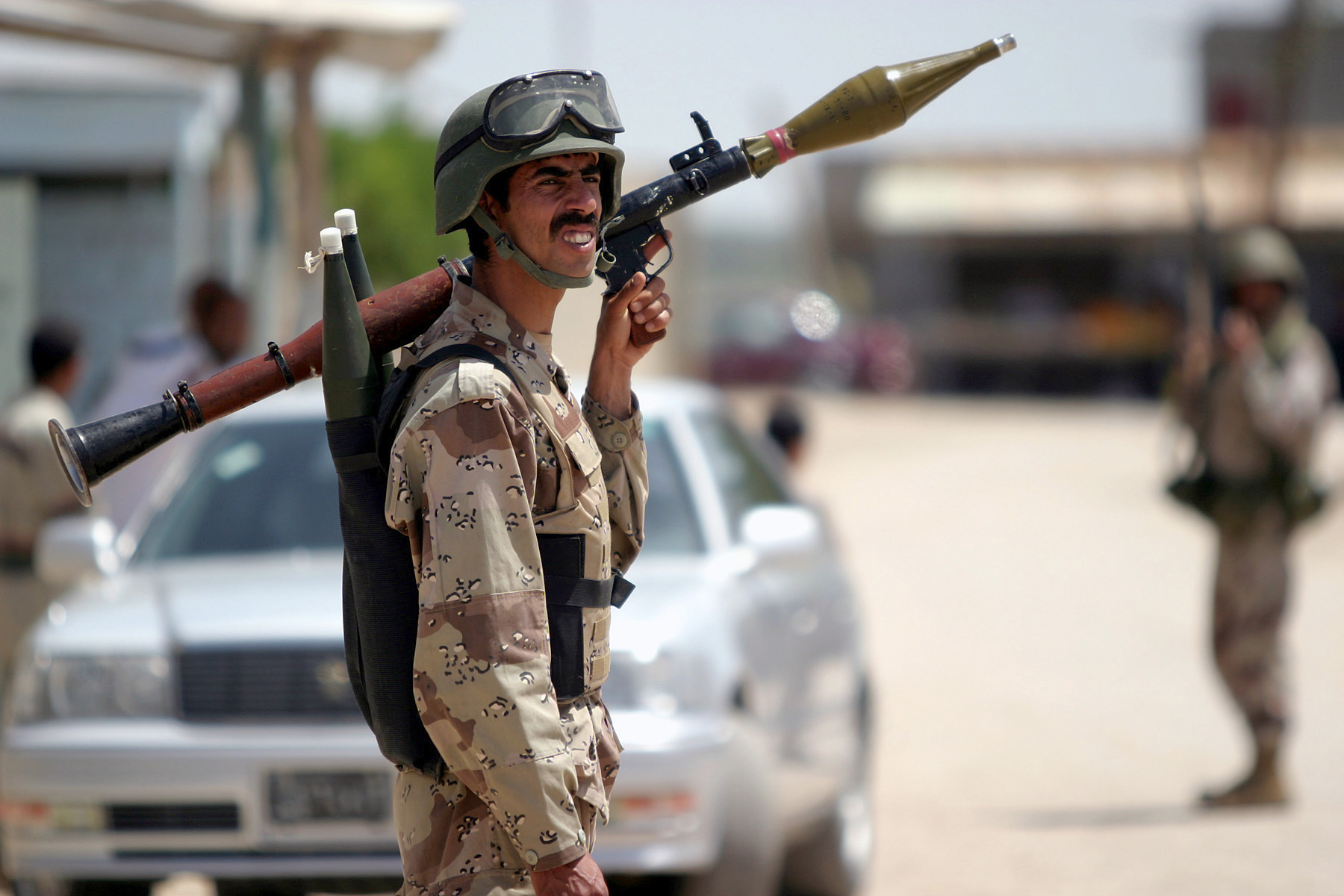
Un miembro de la Fuerza de Seguridad Iraquí con un RPG-7.

Un RPG se compone de dos partes principales: el lanzador y el cohete. Algunos tipos de RPG son unidades de un solo uso, similares al M72 LAW; otros son recargables, por ejemplo, el RPG-7 soviético. Las ojivas más comunes son las de alto poder explosivo y las antitanque. Estas ojivas van unidas a un motor cohete, y son estabilizadas en vuelo mediante aletas.
El arma se hace generalmente de chapa de acero estampada o aluminio, fibra de vidrio, o zinc fundido a troquel. Esto reduce el peso así como el coste, permitiendo esto último que el arma sea fabricada incluso en países con bajos recursos. Los modelos RPG-2, RPG-7 y RPG-29 son los más comunes.
En todos los sistemas de RPG, el lanzador se apoya sobre el hombro del operador mientras este apunta con una mira óptica unida al lanzador. La parte posterior del lanzador está abierta para permitir el escape de la llamarada y los gases de ignición del cohete.
Los sistemas de RPG (tales como el RPG-7), que utilizan un lanzador reutilizable, son más pesados y más robustos que los sistemas de un solo uso. Esto es debido al nivel más alto de la durabilidad requerido para soportar las tensiones de disparos repetidos.

## Eficacia
La mayoría de los tanques modernos son en gran parte inmunes a las armas antitanques como los RPG, debido a los avances en el diseño de blindajes, por lo cual se requiere apuntar con más exactitud para golpear puntos débiles. Sin embargo, los RPG todavía se utilizan con mucha eficacia contra los vehículos de transporte de personal o los vehículos sin blindaje, así como contra edificios y casamatas. Todavía representan una amenaza para un tanque bajo ciertas condiciones tácticas.

## Historia
El RPG-7V fue utilizado en la batalla de Mogadiscio, donde dos helicópteros MH-60 Black Hawk fueron derribados por el mismo artefacto, en las guerras de Afganistán y la invasión de Irak (2003).
Actualmente es muy utilizado por los insurgentes en Irak, los Territorios Palestinos y Afganistán, así como por los piratas somalíes que actúan en el océano Índico.
También es utilizado por carteles de la droga en México y, en menor grado, en Colombia y en Venezuela. Fue utilizado, por ejemplo, en el asesinato de "Tachito" Somoza en Asunción del Paraguay.